# Sagittarius A*
Sagittarius A* (/ˈeɪ stɑːr/ AY-_-star), abreviado para Sgr A* (/ˈsædʒ ˈeɪ stɑːr/ SAJ-_-AY-_-star), é um buraco negro supermassivo localizado no centro galáctico da Via Láctea. Visto da Terra, está localizado próximo à fronteira das constelações de Sagittarius e Scorpius, cerca de 5,6° ao sul da eclíptica, visualmente perto do Aglomerado da Borboleta (M6) e Lambda Scorpii.
O objeto é uma fonte de rádio astronômica brilhante e muito compacta. O nome Sagittarius A* distingue a fonte compacta da região maior (e muito mais brilhante) de Sagittarius A (Sgr A) na qual está inserida. Sgr A* foi descoberto em 1974 por Bruce Balick e Robert L. Brown, e o asterisco * foi atribuído em 1982 por Brown, que compreendeu que a emissão de rádio mais forte do centro da galáxia parecia ser devido a um objeto de rádio compacto não térmico.
As observações de várias estrelas orbitando Sagittarius A*, particularmente a estrela S2, foram usadas para determinar a massa e os limites superiores do raio do objeto. Com base na massa e nos limites de raio cada vez mais precisos, os astrônomos concluíram que Sagittarius A* deve ser o buraco negro supermassivo central da galáxia Via Láctea. O valor atual de sua massa é de 4.297±0.012 milhões de massas solares.
Reinhard Genzel e Andrea Ghez foram premiados com o Prêmio Nobel de Física de 2020 por sua descoberta de que Sagittarius A* é um objeto compacto supermassivo, para o qual um buraco negro era a única explicação plausível na época.
Em maio de 2022, os astrônomos divulgaram a primeira imagem do disco de acreção ao redor do horizonte de Sagittarius A*, confirmando tratar-se de um buraco negro, usando o Event Horizon Telescope, uma rede mundial de observatórios de rádio. Esta é a segunda imagem confirmada de um buraco negro, após o buraco negro supermassivo de Messier 87 em 2019. O próprio buraco negro não é visto, apenas objetos próximos cujo comportamento é influenciado pelo buraco negro. A energia de rádio e infravermelho observada emana de gás e poeira aquecidos a milhões de graus enquanto caem no buraco negro.

## Observação e descrição

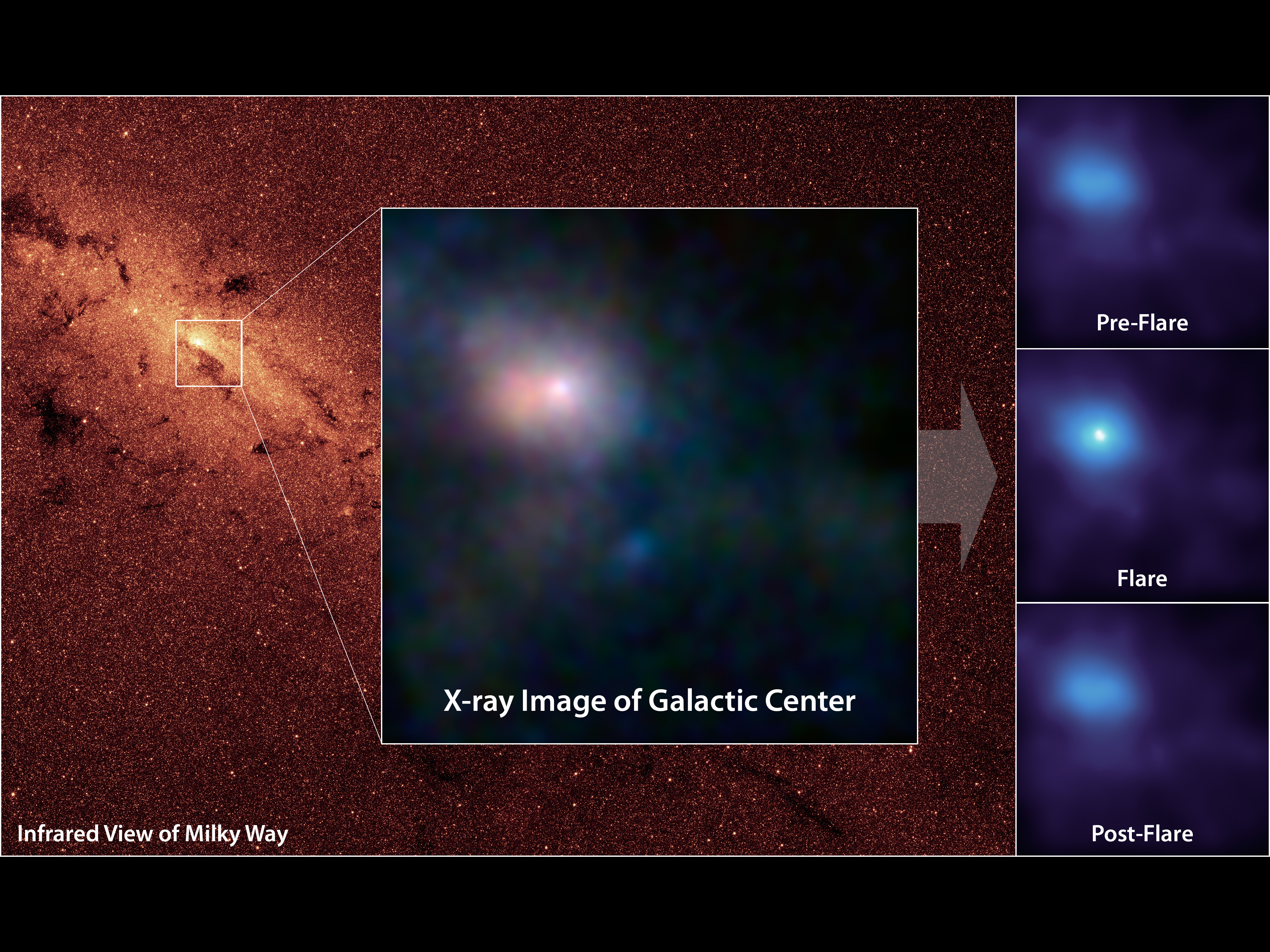
O NuSTAR capturou estas primeiras visões focalizadas do buraco negro supermassivo no coração da Via Láctea em raios-X de alta energia.

Em 12 de maio de 2022, a primeira imagem de Sagittarius A* foi divulgada pela Colaboração do Telescópio do Horizonte de Eventos. A imagem, baseada em dados de interferômetro de rádio coletados em 2017, confirma que o objeto contém um buraco negro. Esta é a segunda imagem de um buraco negro. Esta imagem levou cinco anos de cálculos para ser processada. Os dados foram coletados por oito observatórios de rádio em seis locais geográficos. Imagens de rádio são produzidas a partir de dados por síntese de abertura, geralmente de observações noturnas de fontes estáveis. A emissão de rádio de Sgr A* varia na ordem de minutos, complicando a análise.

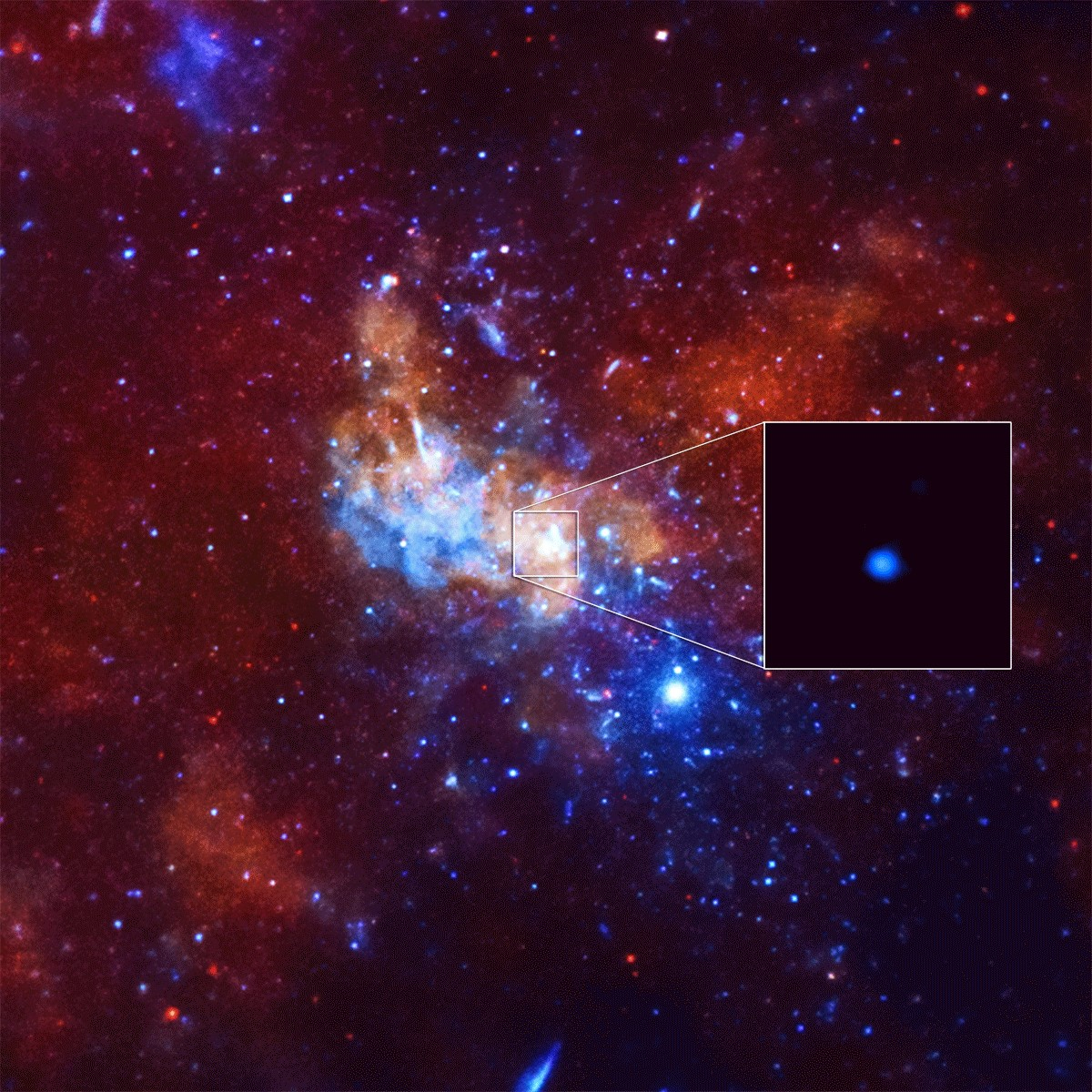
Detecção de um brilho de raio-X excepcionalmente brilhante de Sgr A *.

O resultado deles fornece um tamanho angular geral para a fonte de 51,8±2,3 μas. A uma distância de 26.000 anos-luz (8.000 parsecs), isso resulta em um diâmetro de 51,8 milhões de quilômetros. Para comparação, a Terra está a 150 milhões de quilômetros do Sol (1.0 unidade astronômica) e Mercúrio está a 46 milhões de km do Sol em periélio. O movimento próprio de Sgr A* é aproximadamente −2,70 mas por ano para a ascensão reta e −5,6 mas por ano para a declinação. A medição desses buracos negros pelo telescópio testou a teoria da relatividade de Einstein de forma mais rigorosa do que anteriormente, e os resultados coincidem perfeitamente.
Em 2019, medições feitas com a Câmera de Banda Larga de Alta Resolução Plus (HAWC+) montada na aeronave SOFIA revelaram que os campos magnéticos causam o anel circundante de gás e poeira, cujas temperaturas variam de −280 a 17.500 °F, a se mover em órbita ao redor de Sagittarius A*, mantendo as emissões do buraco negro baixas.
Os astrônomos não conseguiram observar Sgr A* no espectro óptico por causa do efeito de 25 magnitudes de extinção por poeira e gás entre a fonte e a Terra.

## História

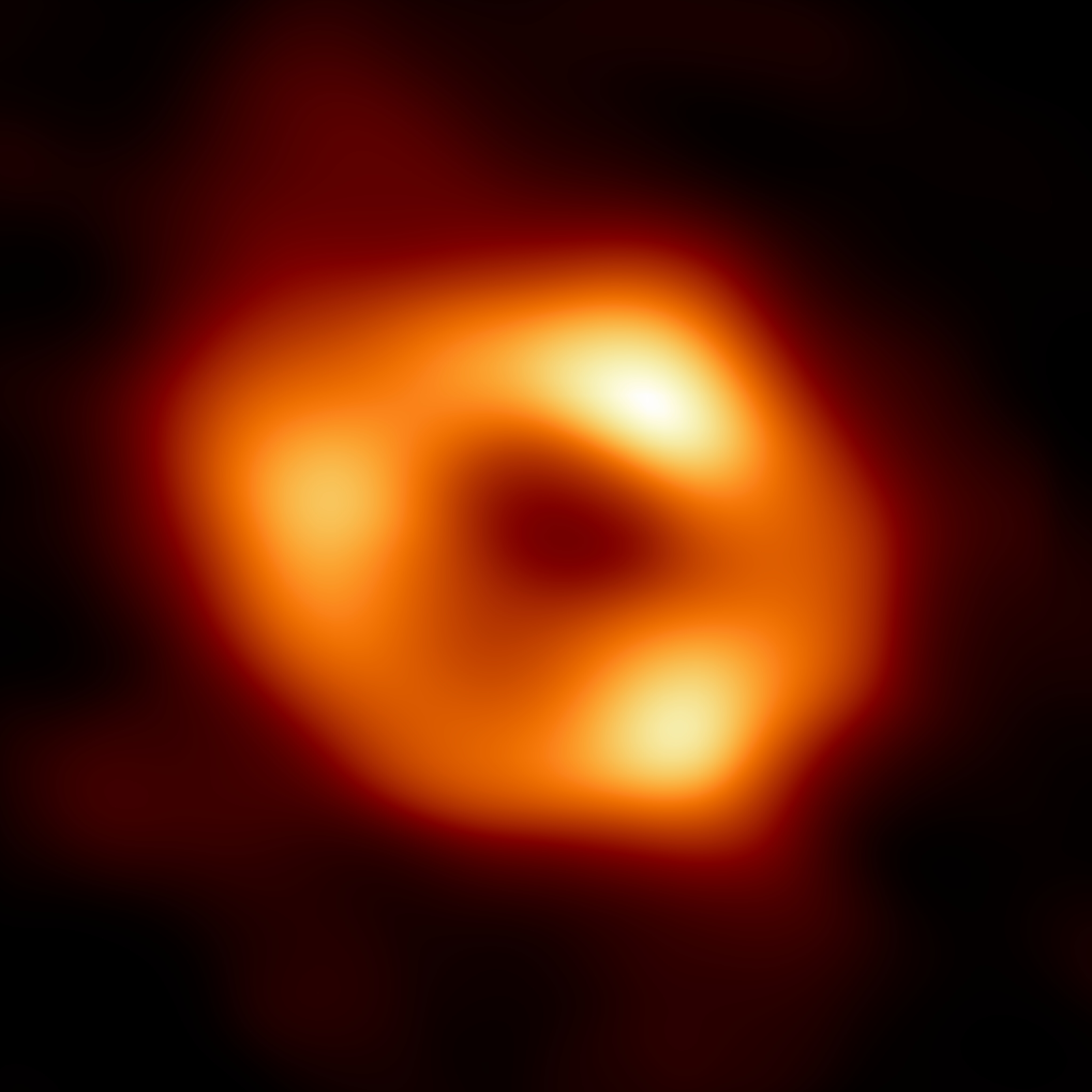
A primeira imagem de Sagittarius A, tirada pelo Event Horizon Telescope.

Karl Jansky foi a primeira pessoa a determinar que um sinal de rádio estava vindo de um local no centro da Via Láctea, na direção da constelação de Sagitário. Sgr A* foi descoberto em 13 e 15 de fevereiro de 1974 pelos astrônomos Bruce Balick e Robert Brown usando o interferômetro de linha de base do Observatório Nacional de Rádio Astronomia. O nome Sgr A * foi cunhado por Brown em um artigo de 1982, porque a fonte de rádio era "excitante" e estados excitados de átomos são indicados com asteriscos.
Em 16 de outubro de 2002, uma equipe internacional liderada por Rainer Schödel do Instituto Max Planck de Física Extraterrestre relatou a observação do movimento da estrela S2 perto de Sagitário A * durante um período de dez anos. De acordo com a análise da equipe, os dados descartam a possibilidade de que Sgr A * contenha um conjunto de objetos estelares escuros ou uma massa de férmions degenerados, reforçando a evidência de um buraco negro supermaciço.
As observações de rádio de VLBI de Sagitário A* também poderiam ser alinhadas centralmente com as imagens para que S2 pudesse ser vista orbitando Sagitário A*. Ao examinar a órbita kepleriana de S2, determinaram que a massa de Sagitário A* era de 2,6 ± 0,2 milhões de massas solares, confinadas num volume com um raio não superior a 17 horas-luz (120 UA). Observações posteriores da estrela S14 mostraram que a massa do objeto era cerca de 4,1 milhões de massas solares dentro de um volume com raio não maior do que 6,25 horas-luz (45 UA) ou cerca de 6,7 bilhões de quilômetros.
Após monitorar órbitas estelares ao redor de Sagittarius A * por 16 anos, Gillessen et al. estimou a massa do objeto em 4,31 ± 0,38 milhões de massas solares. O resultado foi anunciado em 2008 e publicado no The Astrophysical Journal em 2009. Reinhard Genzel, chefe da pesquisa, disse que o estudo apresentou "o que agora é considerado a melhor evidência empírica de que os buracos negros supermassivos realmente existem." As órbitas estelares no Centro Galáctico mostram que a concentração central de massa de quatro milhões de massas solares devem ser um buraco negro, além de qualquer dúvida razoável."
Em 5 de janeiro de 2015, a NASA informou ter observado um raio X 400 vezes mais brilhante do que o normal, um disjuntor de registros, de Sgr A *. O evento incomum pode ter sido causado pela quebra de um asteroide caindo no buraco negro ou pelo emaranhamento de linhas de campo magnético dentro do gás que flui em Sgr A *, de acordo com os astrônomos.
Em 13 de maio de 2019, os astrónomos que usaram o Observatório Keck testemunharam um súbito brilho de Sgr A*, que se tornou 75 vezes mais brilhante do que o normal, sugerindo que o buraco negro supermassivo pode ter encontrado outro objeto.
Em junho de 2023, filamentos inexplicáveis de energia de rádio foram encontrados associados a Sagitário A*.

## Estrelas orbitandoSagittarius A*

Órbitas de seis estrelas em torno do possível buraco negro no centro da galáxia

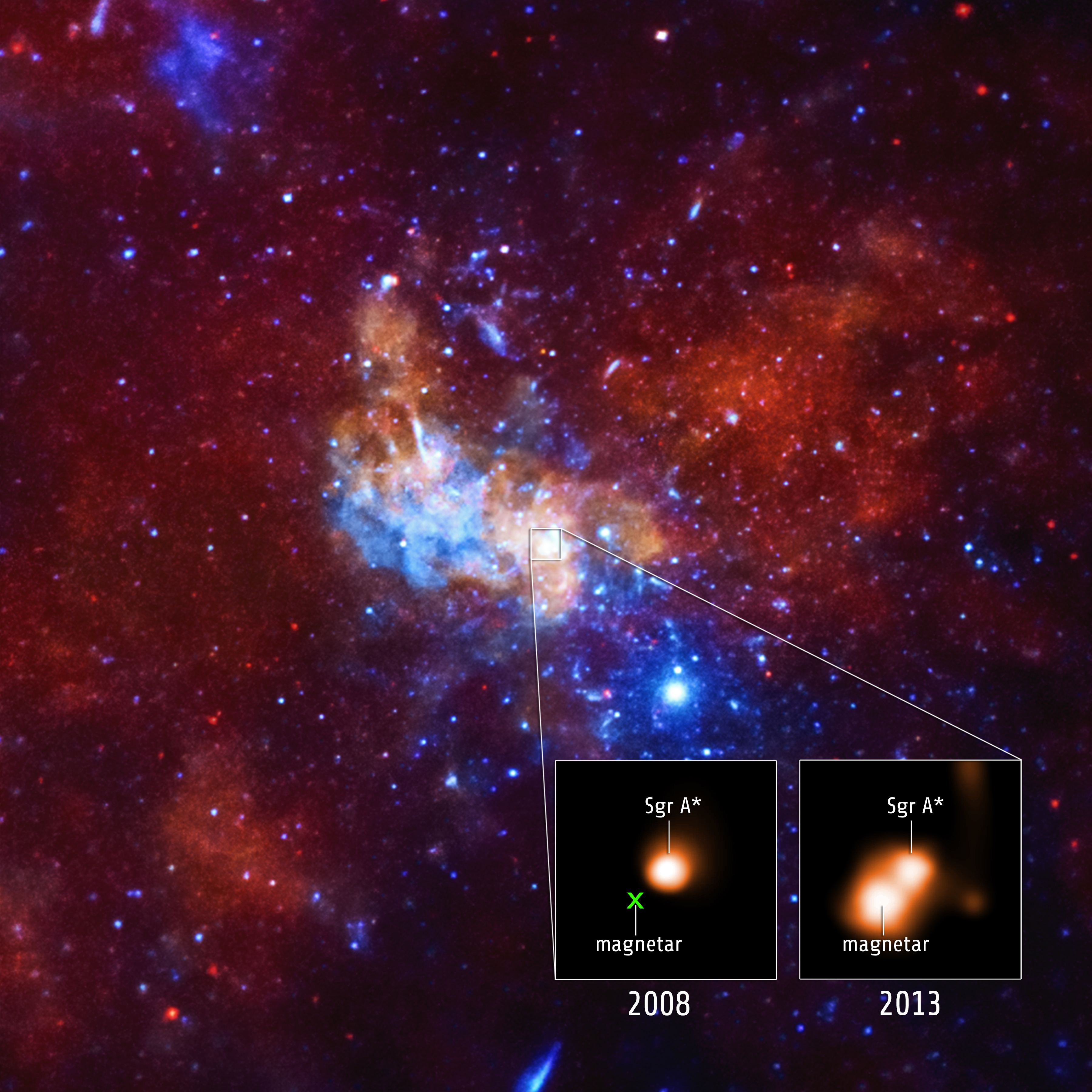
Magnetar encontrado muito perto do buraco negro supermassivo Sagitário A *, no centro da Via Láctea.

| Estrela | Pseudônimo | Distância angular a (″) | a (AU)   | Excentricidade orbital | Período de Revolução (anos) | T0 (data)      | Ref.   |
| ------- | ---------- | ----------------------- | -------- | ---------------------- | --------------------------- | -------------- | ------ |
| S1      | S0–1       | 0.412±0.024             | 3300±190 | 0.358±0.036            | 94.1±9.0                    | 2002.6±0.6     | [ 34 ] |
| S2      | S0–2       | 0.1226±0.0025           | 980±20   | 0.8760±0.0072          | 15.24±0.36                  | 2002.315±0.012 | [ 34 ] |
|         |            |                         | 919±23   | 0.8670±0.0046          | 14.53±0.65                  | 2002.308±0.013 | [ 35 ] |
| S8      | S0–4       | 0.329±0.018             | 2630±140 | 0.927±0.019            | 67.2±5.5                    | 1987.71±0.81   | [ 34 ] |
| S12     | S0–19      | 0.286±0.012             | 2290±100 | 0.9020±0.0047          | 54.4±3.5                    | 1995.628±0.016 | [ 34 ] |
|         |            |                         | 1720±110 | 0.833±0.018            | 37.3±3.8                    | 1995.758±0.050 | [ 35 ] |
| S13     | S0–20      | 0.219±0.058             | 1750±460 | 0.395±0.032            | 36±15                       | 2006.1±1.4     | [ 34 ] |
| S14     | S0–16      | 0.225±0.022             | 1800±180 | 0.9389±0.0078          | 38±5.7                      | 2000.156±0.052 | [ 34 ] |
|         |            |                         | 1680±510 | 0.974±0.016            | 36±17                       | 2000.201±0.025 | [ 35 ] |
| S0–102  | S0–102     |                         |          | 0.68±0.02              | 11.5±0.3                    | 2009.5±0.3     | [ 36 ] |

## Buraco negro central
Em um artigo publicado em 31 de outubro de 2018, a descoberta de evidências conclusivas de que Sagitário A * é um buraco negro foi anunciada. Usando o Interferometria Gravitacional e quatro telescópios do Very Large Telescope (VLT) para criar um telescópio virtual de 130 metros de diâmetro, os astrônomos detectaram aglomerados de gás se movendo a cerca de 30% da velocidade da luz. A emissão de elétrons altamente energéticos muito próximos do buraco negro era visível como três chamas brilhantes proeminentes. Estes correspondem exatamente às previsões teóricas de pontos quentes que orbitam perto de um buraco negro de quatro milhões de massas solares. Acredita-se que as erupções tenham origem em interações magnéticas no gás muito quente que orbita muito próximo a Sagitário A *.
Em julho de 2018, foi relatado que S2 orbitando Sgr A * foi registrado a 7 650 km / s ou 2,55% da velocidade da luz que levou à abordagem de pericentro, em maio de 2018, a cerca de 120 AU ≈ 1 400 Raios Schwarzschild da Sgr A * Nessa velocidade, a Teoria da Relatividade Geral de Einstein prevê que S2 mostraria um redshift perceptível, o que aconteceu.
Em maio de 2022, o Observatório Europeu do Sul, por meio do programa Event Horizon Telescope, divulgou um conjunto de imagens com cores falsas do buraco negro do centro da Via Láctea, confirmando assim a existência de Saggitarius A*. Para esta empreitada, foi necessária a união de vários radiotelescópios ao redor do globo, formando uma estrutura virtual com o diâmetro da Terra. Essa foi a segunda imagem de um buraco negro registrada por equipamentos humanos. A primeira havia sido divulgada em 2019, com o buraco negro da galáxia M87.